# SS-Gruppenführer

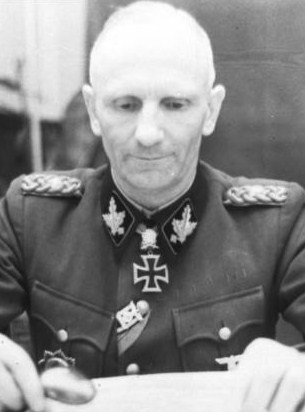
Herbert Gille, nach Einführung der zum 1. April 1942 neu eingeführten Kragenspiegel, Tragevariante der Kragenspiegel auf Stehumfallkragen

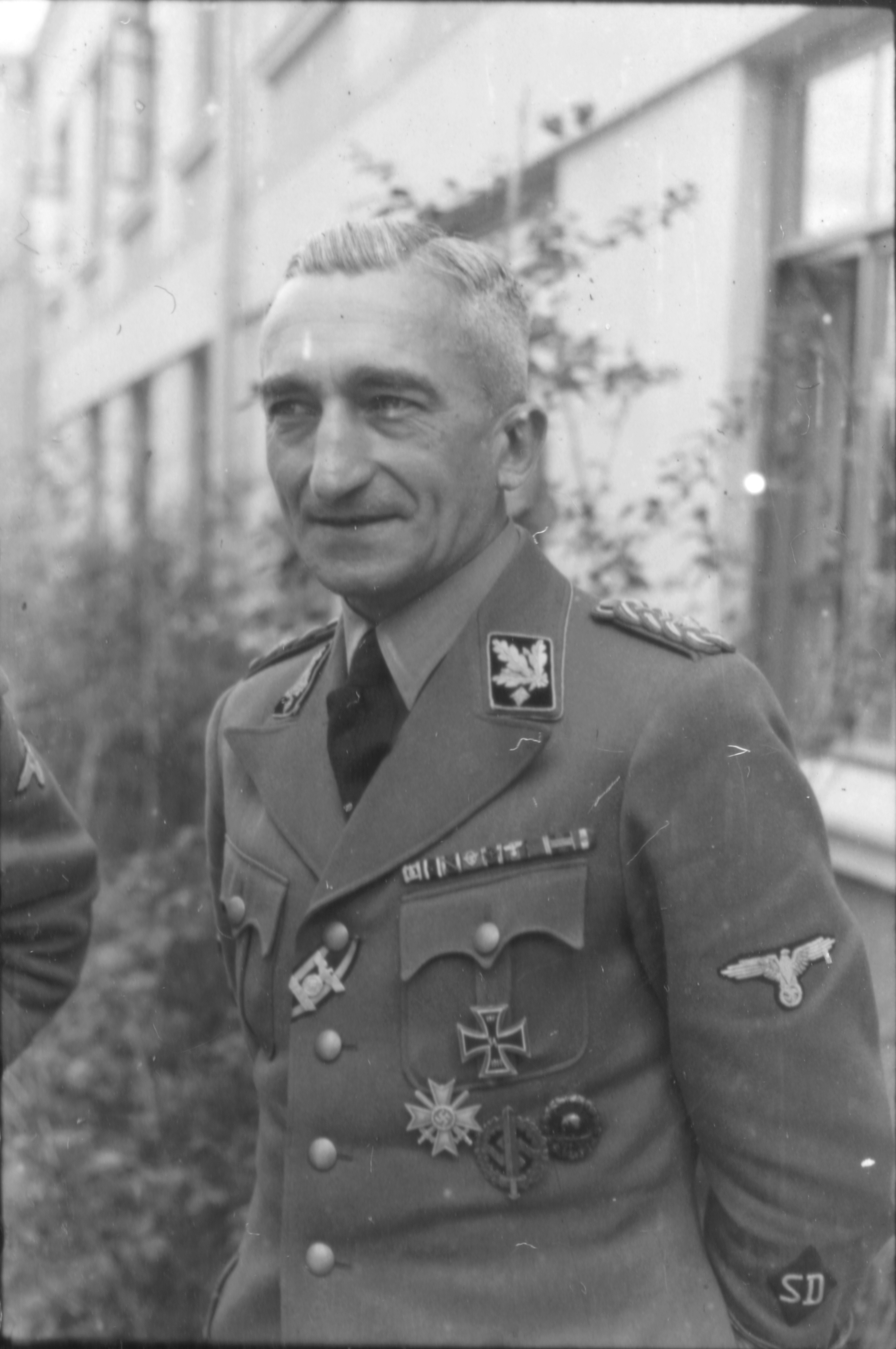
Arthur Nebe (1942), auf dem Reverskragen erscheinen die Kragenspiegel wie um 90 Grad nach innen gedreht, womit die Rangsterne aus Betrachtersicht unter dem Eichenlaub zu liegen kommen

Der SS-Gruppenführer (kurz: Gruf; Ansprache: Gruppenführer) war im Deutschen Reich der vierthöchste Rang der Schutzstaffel (SS). Im NS-Ranggefüge entsprach er dem damaligen militärischen Rang Generalleutnant.
Bei den Abbildungen werden die Rangabzeichen oder Dienstgradabzeichen gezeigt, die als Schulterstücke und Kragenspiegel, aber auch als Ärmelabzeichen ab 1942 für Tarn- oder Spezialanzüge, getragen wurden. Die spiegelgleichen Kragenspiegel mit dem Rangabzeichen wurden an der feldgrauen Uniformjacke der Waffen-SS oder der grauen Feldbluse getragen.

## Rangfolge und Insignien
Dieser SS-Rang entsprach dem SA-Gruppenführer und dem Generalleutnant der Wehrmacht. Die Unterlage der Schulterstücke war in der für alle Generalsränge der Waffen-SS üblichen Waffenfarbe „Silber-Grau“ gehalten. Im Zuge der Dienstgradangleichung wurde der Rang den Generalleutnants der Ordnungspolizei und Ministerialdirektoren der Polizeiverwaltung verliehen.
Bis Kriegsende 1945 erreichten 96 SS-Angehörige den Rang eines „SS-Gruppenführers“.
| Dienstgrad                  |                         |                             |
| niedriger: SS-Brigadeführer | SS-Gruppenführer (Gruf) | höher: SS-Obergruppenführer |